# Ég á líf
Az Ég á líf (magyarul: Élek) egy dal, amely Izlandot képviselte a 2013-as Eurovíziós Dalfesztiválon Malmőben. A dalt az izlandi Eythor Ingi adta elő izlandi nyelven. 1997 után ez az első dal, amelyet a szigetország hivatalos nyelvén adtak elő.
A dal az izlandi nemzeti döntőben, a Söngvakeppnin 2013-ban nyerte el az indulás jogát, ahol a hétfős mezőnyből a zsűri és a közönség együtt választotta ki a győztest.
Az Eurovíziós Dalfesztiválon a dalt először a május 16-án rendezett második elődöntőben adta elő, a fellépési sorrendben nyolcadikként a bolgár Elitsa Todorova és Stoyan Yankulov Samo shampioni (Only Champions) című dala után, és a görög Koza Mostra és Agathon Iakovidis Alcohol Is Free című dala előtt. Az elődöntőben 72 ponttal a hatodik helyen végzett, így továbbjutott a döntőbe.
A május 18-án rendezett döntőben a fellépési sorrendben tizenkilencedikként adta elő, a dán Emmelie de Forest Only Teardrops című dala után és az azeri Farid Mammadov Hold Me című dala előtt. A szavazás során 47 pontot kapott, mely a tizenhetedik helyet érte a huszonhat fős mezőnyben.

## Külső hivatkozások
- Dalszöveg
- Videóklip
- Az dal előadása az izlandi nemzeti döntőben
- A dal előadása a 2013-as Eurovíziós Dalfesztivál döntőjében